# Metro de Terrassa

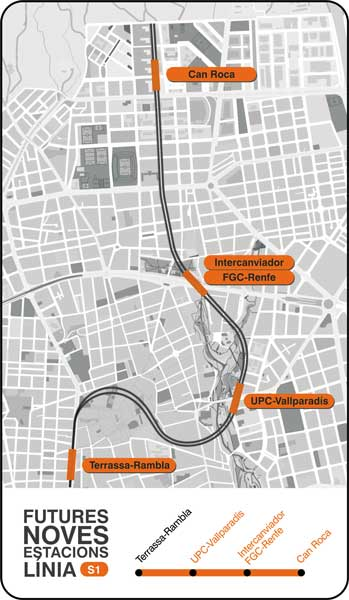
Mapa de la línia, abans de la seva inauguració el juliol del 2015, amb els noms de les estacions proposats inicialment

Metro de Terrassa és la denominació del metro que presta servei a la trama urbana de Terrassa, operat per la Generalitat mitjançant la companyia ferroviària Ferrocarrils de la Generalitat de Catalunya (FGC). Seria més precís definir-lo com un complement de metro a la ja existent xarxa de trens de rodalies de FGC a la ciutat, situat a l'àrea metropolitana de Barcelona. Es tracta d'una prolongació de la línia S1 dels FGC, que fins a la inauguració del servei de metro el 2015 acabava a l'estació de Terrassa Rambla.
La línia de metro uneix l'estació de FGC ja existent de Terrassa Rambla amb la línia de ferrocarril de Renfe a la ciutat mitjançant un intercomunicador a l'estació del Nord, passant per una estació intermèdia vora el campus de Terrassa de la Universitat Politècnica de Catalunya. El final de la línia es troba al barri de Can Roca; precisament, la construcció del túnel de Can Roca va començar l'abril de 2007. A causa de la situació econòmica, el Govern va paralitzar el projecte el mes de gener del 2012.
Finalment, una nova negociació amb els bancs i les constructores va permetre a la Generalitat reactivar l'obra civil de l'ampliació dels FGC. La inauguració de la nova línia de metro va tenir lloc el 29 de juliol del 2015.

## Detalls
La Generalitat de Catalunya va declarar un pressupost de 178,8 milions d'euros per a la construcció del Metro de Terrassa, que es compon d'una addició a les estacions de tren de Terrassa pertanyents a la línia S1 de FGC. Les noves estacions són:
- Vallparadís Universitat
- Terrassa Estació del Nord
- Terrassa Nacions Unides

Formen part també de l'anomenat Metro de Terrassa les dues estacions preexistents de Terrassa Rambla i les Fonts.
La Generalitat també estima que hi viatgin 32.000 passatgers al dia; xifra que no inclou, però, el tren del servei de rodalies de Renfe que creua la ciutat. Entre FGC i Renfe, els pressupostos sumen 321 milions d'euros. Renfe construirà una altra estació a la ciutat: Terrassa Oest.

## Una xarxa més gran
Parts de la línia operades per FGC són ja coneguts sota el nom col·lectiu de Metro del Vallès, que inclou el servei de Terrassa i l'extensió de la S2, que conforma el Metro de Sabadell, ja operatiu.